# HMS Dulverton (L63)
HMS Dulverton (L63)  là một tàu khu trục hộ tống lớp Hunt Kiểu II của Hải quân Hoàng gia Anh Quốc được hạ thủy và đưa ra phục vụ vào năm 1941. Nó đã hoạt động trong Chiến tranh Thế giới thứ hai cho đến khi bị hư hại nặng do không kích trong Trận Leros tại Hy Lạp năm 1943, và phải bị đánh đắm.

## Thiết kế và chế tạo
Dulverton thuộc vào số 33 chiếc tàu khu trục lớp Hunt nhóm II, có mạn tàu rộng hơn nhóm I, tạo độ ổn định cho một tháp pháo QF 4 in (100 mm) Mark XVI nòng đôi thứ ba, cũng như cho phép tăng số lượng mìn sâu mang theo từ 40 lên 110.
Dulverton được đặt hàng cho hãng Alexander Stephen and Sons, tại Govan, Scotland trong Chương trình Chế tạo 1939 và được đặt lườn vào ngày 16 tháng 7 năm 1940. Nó được hạ thủy vào ngày 1 tháng 4 năm 1941 và hoàn tất vào tháng 9 năm 1941.

## Lịch sử hoạt động

### 1941
Sau khi hoàn tất trang bị và chạy thử máy, Dulverton đi đến Scapa Flow vào tháng 10 năm 1941 để thực hành cùng các tàu chiến thuộc Hạm đội Nhà. Nó sau đó được cử sang Hạm đội Địa Trung Hải, và đã gia nhập Đoàn tàu WS12Z trong thành phần hộ tống cùng thiết giáp hạm Royal Sovereign (05) và tàu khu trục Southwold (L10) vào ngày 19 tháng 11 để vượt Đại Tây Dương. Nó cùng Royal Sovereign và Southwold tách khỏi Đoàn tàu WS12Z vào ngày 22 tháng 11 để đi Freetown, rồi cùng Royal Sovereign và Southwold gia nhập trở lại Đoàn tàu WS12Z vào ngày 28 tháng 11 cho hành trình đi Durban, Nam Phi. Sau khi đi đến nơi vào ngày 18 tháng 12, nó lại tách khỏi đoàn tàu vận tải để độc lập đi đến Alexandria, Ai Cập qua ngõ Hồng Hải.

### 1942
Dulverton gia nhập Chi hạm đội Khu trục 5 tại Alexandria vào ngày 4 tháng 1 năm 1942, làm nhiệm vụ hộ tống vận tải, tuần tra chống tàu ngầm và hỗ trợ cho lực lượng đồn trú tại Tobruk. Nó tham gia cùng các tàu khu trục Beaufort (L14), Hurworth (L28) và Southwold vào ngày 12 tháng 2 để hộ tống trực tiếp cho Đoàn tàu MW 9A, một nỗ lực nhằm tăng viện cho Malta đang bị đối phương phong tỏa. Đoàn tàu MW 9A sáp nhập cùng Đoàn tàu MW 9B vào ngày hôm sau, liên tục phải chịu đựng những cuộc không kích của đối phương; họ được Lực lượng B bao gồm các tàu tuần dương Dido (37), Naiad (93) và Euryalus (42) cùng các tàu khu trục Arrow (H42), Griffin (H31), Hasty (H24), Havock (H43), Jaguar (F34) và Jervis (F00) hỗ trợ từ xa. Lực lượng hộ tống tách khỏi đoàn tàu vào ngày 14 tháng 2 để gia nhập cùng Đoàn tàu ME10 và Lực lượng B cho chuyến quay trở về, về đến Alexandria vào ngày hôm sau.
Vào ngày 20 tháng 3, Dulverton được bố trí cùng các tàu khu trục Avon Vale (L06), Beaufort, Eridge (L68), Heythrop (L85), Hurworth và Southwold để càn quét chống tàu ngầm dọc theo tuyến đường mà đoàn tàu tiếp liệu nhằm giải vây cho Malta, khi Heythrop bị đắm do trúng ngư lôi. Nó tham gia hộ tống cho Đoàn tàu MW10 vào ngày hôm sau, sau khi được tiếp liệu tại Tobruk; và sang ngày 22 tháng 3, đoàn tàu bị đe dọa bởi Hạm đội Chiến trận Ý bao gồm thiết giáp hạm Littorio, các tàu tuần dương Gorizia, Trento và Giovanni delle Bande Nere được tám tàu khu trục hộ tống. Trong khuôn khổ Trận Sirte thứ hai diễn ra trong ngày hôm đó, các tàu tuần dương Cleopatra (33), Dido, Euryalus và Penelope (97) cùng các tàu khu trục hộ tống đã chắn ngang giữa đối phương và đoàn tàu vận tải, tấn công đối phương trong hoàn cảnh thời tiết xấu. Đối phương rút lui sau khi chịu đựng tấn công bằng ngư lôi từ các tàu khu trục.
Vào ngày 23 tháng 3, Dulverton cùng Avon Vale được cho tách ra để hộ tống các tàu buôn SS Pampas và SS Talabot, khi đoàn tàu được lệnh phân tán. Cho dù chịu đựng không kích kéo dài trên đường đi, các con tàu vẫn đến được Malta. Đến ngày 25 tháng 3, nó cùng tàu tuần dương Carlisle (D67) và các tàu khu trục Beaufort, Eridge, Hurworth khởi hành từ Malta, về đến Alexandria vào ngày 28 tháng 3. Trong tháng 4 và tháng 5, nó cùng các tàu chiến thuộc Chi hạm đội Khu trục 5 hỗ trợ cho binh lính đồn trú tại Tobruk.
Vào ngày 11 tháng 6, Dulverton tham gia Chiến dịch Vigorous khi khởi hành từ Port Said cùng tàu tuần dương Coventry (D43) và các tàu khu trục Airedale (L07), Aldenham (L22), Beaufort, Croome (L62), Eridge, Exmoor (L08) và Hurworth để hộ tống cho Đoàn tàu MW11C bao gồm bốn tàu buôn. Đây là một hoạt động nhằm đánh lạc hướng sự chú ý của đối phương, nhằm hỗ trợ cho Chiến dịch Harpoon, một đoàn tàu tiếp liệu khác ở hướng đối diện đi từ Gibraltar đến Malta. Sang ngày hôm sau, đoàn tàu chịu đựng không kích của đối phương, khi chiếc tàu buôn SS City of Conventry bị hư hại, nên phải tách ra và được Croome và Exmoor hộ tống đi đến Tobruk. Sang ngày 13 tháng 6, đoàn tàu quay mũi để trở lại Alexandria, khi Dulverton được tiếp nhiên liệu trước khi tham gia hộ tống cho Đoàn tàu MW11B. Khi các đoàn tàu MW11B và MW11C sáp nhập vào ngày hôm sau và lên đường trở lại, chúng bị đối phương không kích liên tục cộng thêm mối đe dọa của Hạm đội Ý, bao gồm các thiết giáp hạm Littorio và Vittoria Veneto, các tàu tuần dương hạng nặng Gorizia và Trento, các tàu tuần dương hạng nhẹ Guiseppe Garibaldi và Duca d’Aosta cùng các tàu khu trục hộ tống. Trong những ngày tiếp theo, đoàn tàu liên tục chịu đựng không kích của đối phương và bởi tàu phóng lôi E-boat, khi tàu tuần dương Newcastle (C76) và tàu khu trục Hasty bị trúng ngư lôi, Airedale bị đánh chìm do không kích, tàu khu trục Australia Nestor (G02) bị hư hại nặng tới mức phải bỏ lại và bị đánh đắm, tàu tuần dương Hermione (74) bị tàu ngầm U-boat U-205 đánh chìm. Cuối cùng lực lượng rút lui về Alexandria vào ngày 16 tháng 6.
Vào ngày 12 tháng 7, Dulverton cùng các đơn vị khác của hạm đội bắn phá cảng Mersa Matruh, và sang ngày 19 tháng 7 lại hộ tống các tàu tuần dương cho hoạt động tương tự. Đến ngày 12 tháng 8, nó cùng các tàu khu trục Jervis, Kelvin (F37), Pakenham (G06), Paladin (G69), Aldenham, Beaufort, Eridge, Hursley (L84) và Hurworth hộ tống cho Đoàn tàu MW12 đi Malta bao gồm ba tàu buôn, được các tàu tuần dương Arethusa (26) và Euryalus bảo vệ. Đây chỉ là một hoạt động nghi binh nhằm thu hút sự chú ý của đối phương khỏi đoàn tàu tiếp liệu chính hướng đến Malta từ phía Tây. Lực lượng quay trở về Port Said vào ngày hôm sau.
Vào ngày 12 tháng 9, Dulverton cùng với Belvoir (L32), Croome và Hursley đã hộ tống cho tàu tuần dương hạng nhẹ Coventry (D43) tham gia Chiến dịch Agreement, một cuộc đột kích đổ bộ xuống Tobruk. Nó được bố trí ngoài khơi Tobruk vào ngày hôm sau, bắn pháo hỗ trợ trong cuộc tấn công, và chịu đựng hỏa lực đối phương bắn trả. Chiến dịch thất bại khi lực lượng bị máy bay cường kích Junkers Ju 87 đối phương tấn công quyết liệt vào ngày 14 tháng 9; Coventry trúng bom và bốc cháy, buộc phải bỏ lại và được tàu khu trục Zulu (F18) phóng ngư lôi đánh đắm. Dulverton đã cứu vớt những người sống sót trước khi rút lui về Alexandria cùng với Beaufort và Hurworth. Bản thân Zulu cũng bị máy bay Ý đánh chìm và chịu đựng thương vong nặng nề.
Vào ngày 30 tháng 10, khi tàu ngầm U-boat U-559 bị máy bay phát hiện cách cửa sông Nile 70 dặm (110 km) về phía Bắc, Dulverton được phái cùng các tàu khu trục Petard (G56), Pakenham và Hurworth thay phiên cho tàu khu trục Echo (H23) trong việc truy lùng tàu ngầm đối phương. Việc truy tìm và tấn công kéo dài suốt 10 giờ cuối cùng đã buộc U-559 phải nổi lên mặt nước vào ban đêm, khi nó tiếp tục bị tấn công bằng hải pháo. Petard đã phái một đội đổ bộ sang chiếc tàu ngầm đối phương, nơi họ tìm cách chiếm giữ máy mật mã Enigma và những tài liệu mật mã có liên quan. Chiếc tàu ngầm bị đắm khiến hai thành viên đội đổ bộ thiệt mạng; họ không lấy được máy Enigma, nhưng những tài liệu tịch thu được có tầm quan trọng lớn để giải mã các bức điện đến các tàu ngầm Đức hoạt động tại Đại Tây Dương. Sang ngày hôm sau, Dulverton hộ tống Petard đưa về Haifa những thứ thu được từ U-559.
Dulverton tiếp tục hoạt động tại khu vực Đông Địa Trung Hải. Vào ngày 17 tháng 11, nó cùng các tàu chị em Aldenham, Beaufort, Belvoir, Croome, Exmoor, Hursley, Hurworth, Tetcott (L99) và tàu khu trục Hy Lạp Pindo hộ tống cho Đoàn tàu MW13 đi Malta. Chúng được một lực lượng bao gồm các tàu tuần dương hạng nhẹ Arethusa, Orion (85), Cleopatra và Dido hỗ trợ từ xa. Đây là đoàn tàu tiếp liệu đầu tiên đến được Malta từ Alexandria kể từ tháng 6 trong khuôn khổ Chiến dịch Stoneage. Lực lượng bị đối phương không kích vào ngày hôm sau, khiến Arethusa trúng ngư lôi và bị hư hại nặng. Đoàn tàu đến được Malta vào ngày 20 tháng 11 rồi lên đường quay trở lại Alexandria.
Đến ngày 7 tháng 12, Dulverton lại cùng Orion, Pakenham, Petard, Aldenham, Belvoir, Croome, Exmoor, Hursley, Tetcott và các tàu khu trục Hy Lạp Pindo và Vasilissa Olga hộ tống cho Đoàn tàu ME11, là đoàn tàu tiếp liệu cuối cùng từ Port Said hướng đến Malta. Nó tách khỏi Đoàn tàu ME11 vào ngày 9 tháng 12 cùng với Orion, Aldenham, Croome, Exmoor và Hursley để đi đến Malta, gặp gỡ và hộ tống Đoàn tàu MW15 cho hành trình quay trở về Ai Cập.

### 1943
Dulverton tiếp tục hoạt động tại khu vực Đông Địa Trung Hải để hộ tống vận tải và tuần tra cho đến tháng 4, 1943, khi nó được điều đến Malta để phục vụ cùng Chi hạm đội Khu trục 21. Trong tháng 5, nó được bố trí tuần tra phong tỏa khu vực giữa Cape Bon và Sicily, ngăn chặn tàu bè chở binh lính Đức triệt thoái khỏi Bắc Phi; nó đã bắn phá các vị trí đối phương tại Kelebia. Sang tháng 6, chiếc tàu khu trục tiếp tục đặt căn cứ tại Malta, tuần tra chống tàu ngầm và hộ tống vận tải cho đến khi được huy động để chuẩn bị cho Chiến dịch Husky, cuộc đổ bộ của lực lượng Đồng Minh lên Sicily, Ý.
Dulverton đi đến Alexandria để gia nhập cùng các tàu vận tải, và vào ngày 3 tháng 7 đã cùng Belvoir khởi hành từ Alexandria hộ tống cho Đoàn tàu MWS 36. Nó tách khỏi đoàn tàu bốn ngày sau đó để đi Benghazi, rồi hộ tống Đoàn tàu MWF36 tham gia cuộc đổ bộ. Đi đến ngoài khơi bãi đổ bộ Bark West, Sicily vào ngày 10 tháng 7, nó đã bắn hải pháo hỗ trợ cho cuộc đổ bộ, rồi tuần tra phòng không và chống tàu nổi để bảo vệ khu vực đổ bộ, một nhiệm vụ kéo dài sang tháng 8..
Dulverton sau đó tiếp tục được huy động vào Chiến dịch Avalanche, cuộc đổ bộ tiếp theo của lực lượng Đồng Minh lên Salerno, Ý. Nó đi đến Tripoli, Libya vào tháng 9, và khởi hành từ đây vào ngày 6 tháng 9 trong thành phần hộ tống cho Đoàn tàu TSF1. Nó tách khỏi TSF1 ba ngày sau đó để cùng các tàu chiến thuộc Chi hạm đội Khu trục 21 gia nhập Lực lượng Đặc nhiệm 85, làm nhiệm vụ bắn hải pháo hỗ trợ và bảo vệ bãi đổ bộ.
Sau khi tách khỏi Chiến dịch Avalanche, Dulverton quay trở về Alexandria chuẩn bị để tham gia Chiến dịch Dodecanese, kế hoach chiếm đóng các đảo Hy Lạp do quân Ý chiếm đóng trước đây thuộc quần đảo Dodecanese, giờ đây có nguy cơ bị quân Đức chiếm sau khi Ý chấp nhận đình chiến. Nó gia nhập trở lại Chi hạm đội Khu trục 5, và vào ngày  10 tháng 10 đã cùng Echo và Belvoir truy tìm không thành công tàu bè đối phương xâm nhập đảo Leros, và chịu đựng những đợt không kích. Đến ngày 22 tháng 10, nó đã bắn phá các vị trí đối phương trên đảo Levitha, rồi sang ngày 27 tháng 10 được bố trí vận chuyển binh lính và tiếp liệu đến Leros, chịu đựng những đợt không kích kéo dài và mối đe dọa bị tấn công bởi tàu phóng lôi E-boat đối phương.
Vào ngày 12 tháng 11, Dulverton quay trở lại hỗ trợ cho lực lượng trú đóng tại Leros đang bị quân Đức tấn công. Sang ngày hôm sau, đang khi ở cách bờ biển đảo Kos 5 nmi (9,3 km), nó bị một máy bay ném bom Đức Do 217 E-5 tấn công sử dụng bom lượn Hs 293 điều khiển bằng vô tuyến. Một quả bom lượn đã đánh trúng Dulverton ngang cầu tàu, phá hủy toàn bộ cấu trúc phía trước của nó. Sau khi mọi nỗ lực nhằm cứu con tàu không có hiệu quả, nó bị Belvoir đánh đắm ở tọa độ 36°50′B 27°30′Đ / 36,833°B 27,5°Đ. Sáu sĩ quan và 114 đã được Belvoir cứu vớt từ con tàu trước khi nó đắm, nhưng ba sĩ quan kể cả hạm trưởng và 75 thủy thủ đã thiệt mạng.